# 伊爾林齊 (斯尼亞滕區)
48°26′29″N 25°17′4″E / 48.44139°N 25.28444°E
伊爾林齊（烏克蘭語：Іллінці），是烏克蘭西部的村莊，隸屬伊萬諾-弗蘭科夫斯克州的科洛梅亞區。該村始建於1453年，面積19平方公里，2001年人口2,366，人口密度每平方公里124.7人。